# State of Origin 2003
Die State of Origin Series 2003 waren die 24. Ausgabe des Rugby-League-Turniers State of Origin. Es bestand aus drei Spielen, die zwischen dem 11. Juni und dem 16. Juli stattfanden. New South Wales gewann die Series 2-1.

## Spiel 1
| 11. Juni | Queensland Maroons                                  | 12 : 25        | New South Wales Blues                                                                 | Suncorp Stadium, Brisbane Zuschauer: 52.420 Schiedsrichter: Bill Harrigan |
| 11. Juni | Versuche: Lockyer, Tallis Erhöhungen: Lockyer (2/2) | (6:12) Bericht | Versuche: Minichiello (2), Johns, Wing Erhöhungen: Johns (4/4) Dropgoals: Johns (1/1) | Suncorp Stadium, Brisbane Zuschauer: 52.420 Schiedsrichter: Bill Harrigan |

| 1                  | Darren Lockyer    |
| 2                  | Shannon Hegarty   |
| 3                  | Brent Tate        |
| 4                  | Justin Hodges     |
| 5                  | Matt Sing         |
| 6                  | Ben Ikin          |
| 7                  | Shaun Berrigan    |
| 8                  | Shane Webcke      |
| 9                  | PJ Marsh          |
| 10                 | Petero Civoniceva |
| 11                 | Gorden Tallis     |
| 12                 | Dane Carlaw       |
| 13                 | Tonie Carroll     |
| Auswechselspieler: |                   |
| 14                 | Steve Price       |
| 15                 | Chris Flannery    |
| 16                 | Andrew Gee        |
| 17                 | Paul Bowman       |

| 1                  | Anthony Minichiello |
| 2                  | Timana Tahu         |
| 3                  | Matthew Gidley      |
| 4                  | Jamie Lyon          |
| 5                  | Michael de Vere     |
| 6                  | Shaun Timmins       |
| 7                  | Andrew Johns        |
| 8                  | Robbie Kearns       |
| 9                  | Danny Buderus       |
| 10                 | Jason Ryles         |
| 11                 | Craig Fitzgibbon    |
| 12                 | Ben Kennedy         |
| 13                 | Luke Ricketson      |
| Auswechselspieler: |                     |
| 14                 | Luke Bailey         |
| 15                 | Craig Wing          |
| 16                 | Josh Perry          |
| 17                 | Phil Bailey         |

## Spiel 2
| 25. Juni | New South Wales Blues                                                                     | 27 : 4         | Queensland Maroons | Telstra Stadium, Sydney Zuschauer: 79.132 Schiedsrichter: Bill Harrigan |
| 25. Juni | Versuche: Tahu, Gidley, Kennedy, Minichiello Erhöhungen: Johns (3/5) Dropgoals: Johns (1) | (17:0) Bericht | Versuche: Crocker  | Telstra Stadium, Sydney Zuschauer: 79.132 Schiedsrichter: Bill Harrigan |

| 1                  | Anthony Minichiello |
| 2                  | Timana Tahu         |
| 3                  | Matthew Gidley      |
| 4                  | Jamie Lyon          |
| 5                  | Michael de Vere     |
| 6                  | Shaun Timmins       |
| 7                  | Andrew Johns        |
| 8                  | Robbie Kearns       |
| 9                  | Danny Buderus       |
| 10                 | Jason Ryles         |
| 11                 | Craig Fitzgibbon    |
| 12                 | Ben Kennedy         |
| 13                 | Luke Ricketson      |
| Auswechselspieler: |                     |
| 14                 | Luke Bailey         |
| 15                 | Craig Wing          |
| 16                 | Bryan Fletcher      |
| 17                 | Phil Bailey         |

| 1                  | Darren Lockyer    |
| 2                  | Matt Sing         |
| 3                  | Brent Tate        |
| 4                  | Tonie Carroll     |
| 5                  | Shannon Hegarty   |
| 6                  | Ben Ikin          |
| 7                  | Shaun Berrigan    |
| 8                  | Shane Webcke      |
| 9                  | Michael Crocker   |
| 10                 | Steve Price       |
| 11                 | Gorden Tallis     |
| 12                 | Petero Civoniceva |
| 14                 | Dane Carlaw       |
| Auswechselspieler: |                   |
| 13                 | Travis Norton     |
| 15                 | Andrew Gee        |
| 16                 | Scott Sattler     |
| 17                 | Matthew Bowen     |

## Spiel 3
| 16. Juli | Queensland Maroons                                                    | 36 : 6         | New South Wales Blues                  | Suncorp Stadium, Brisbane Zuschauer: 52.130 Schiedsrichter: Bill Harrigan |
| 16. Juli | Versuche: Sing (3), Tate (2), Crocker, Smith Erhöhungen: Hannay (4/7) | (16:0) Bericht | Versuche: Tahu Erhöhungen: Johns (1/1) | Suncorp Stadium, Brisbane Zuschauer: 52.130 Schiedsrichter: Bill Harrigan |

| 1                  | Darren Lockyer    |
| 2                  | Shannon Hegarty   |
| 3                  | Brent Tate        |
| 4                  | Josh Hannay       |
| 5                  | Matt Sing         |
| 6                  | Ben Ikin          |
| 7                  | Shaun Berrigan    |
| 8                  | Shane Webcke      |
| 9                  | Cameron Smith     |
| 10                 | Petero Civoniceva |
| 11                 | Gorden Tallis     |
| 12                 | Dane Carlaw       |
| 13                 | Tonie Carroll     |
| Auswechselspieler: |                   |
| 14                 | Steve Price       |
| 15                 | Michael Crocker   |
| 16                 | Travis Norton     |
| 17                 | Matthew Bowen     |

| 1                  | Anthony Minichiello |
| 2                  | Timana Tahu         |
| 3                  | Matthew Gidley      |
| 4                  | Jamie Lyon          |
| 5                  | Michael de Vere     |
| 6                  | Shaun Timmins       |
| 7                  | Andrew Johns        |
| 8                  | Robbie Kearns       |
| 9                  | Danny Buderus       |
| 10                 | Jason Ryles         |
| 11                 | Bryan Fletcher      |
| 12                 | Luke Ricketson      |
| 13                 | Braith Anasta       |
| Auswechselspieler: |                     |
| 14                 | Luke Bailey         |
| 15                 | Craig Wing          |
| 16                 | Willie Mason        |
| 17                 | Phil Bailey         |

## Man of the Match
| Spiel | Man of the Match |
| ----- | ---------------- |
| 1     | Luke Bailey      |
| 2     | Andrew Johns     |
| 3     | Matt Sing        |